# Surinam na letnich igrzyskach olimpijskich
Surinam wystartował po raz pierwszy na letnich IO w 1960 roku na igrzyskach w Rzymie i od tamtej pory wystartował na wszystkich letnich igrzyskach, oprócz pierwszych igrzysk w Tokio oraz w 1980, igrzysk w Moskwie. Jedynym surinamskim medalistą jest zdobywca złotego i brązowego medalu pływak Anthony Nesty.

## Klasyfikacja medalowa
| Olimpiada           | Złoto | Srebro | Brąz | Razem |
| ------------------- | ----- | ------ | ---- | ----- |
| 1960 Rzym           | 0     | 0      | 0    | 0     |
| 1968 Meksyk         | 0     | 0      | 0    | 0     |
| 1972 Monachium      | 0     | 0      | 0    | 0     |
| 1976 Montreal       | 0     | 0      | 0    | 0     |
| 1984 Los Angeles    | 0     | 0      | 0    | 0     |
| 1988 Seul           | 1     | 0      | 0    | 1     |
| 1992 Barcelona      | 0     | 0      | 1    | 1     |
| 1996 Atlanta        | 0     | 0      | 0    | 0     |
| 2000 Sydney         | 0     | 0      | 0    | 0     |
| 2004 Ateny          | 0     | 0      | 0    | 0     |
| 2008 Pekin          | 0     | 0      | 0    | 0     |
| 2012 Londyn         | 0     | 0      | 0    | 0     |
| 2016 Rio de Janeiro | 0     | 0      | 0    | 0     |
| 2020 Tokio          | 0     | 0      | 0    | 0     |
| Razem               | 1     | 0      | 1    | 2     |

### Według dyscyplin
| Dyscyplina | Złoto | Srebro | Brąz | Razem |
| ---------- | ----- | ------ | ---- | ----- |
| pływanie   | 1     | -      | 1    | 2     |
| Razem      | 1     | 0      | 1    | 2     |